# Gare de Horsham
La gare de Horsham est une gare ferroviaire desservant la ville de Horsham au Royaume-Uni.